# Darreh Sib
 (juillet 2018).
Darreh Sib (en persan : دره سيب romanisé en Darreh Sīb) est un village de la province d'Ispahan en Iran. Lors du recensement de 2006, sa population était de 558 habitants pour 106 familles.